# Powiat Bernburg
Powiat Bernburg (niem. Landkreis Bernburg) - do 1 lipca 2007 powiat w niemieckim kraju związkowym Saksonia-Anhalt. Obszary należące do dawnego powiatu włączono do powiatu Salzland.
Stolicą powiatu Bernburg był Bernburg (Saale).

## Miasta i gminy
| - 1. Könnern, miasto (8.101) |

Wspólnoty administracyjne
| Sitz der Verwaltungsgemeinschaft *                                                            | | |
| - 1. Wspólnota administracyjna Bernburg 1. Bernburg (Saale), miasto * (31.329) 2. Gröna (588) | - 2. Wspólnota administracyjna Nienburg (Saale) 1. Baalberge (1.405) 2. Biendorf (820) 3. Cörmigk (545) 4. Edlau (497) 5. Gerbitz (652) 6. Gerlebogk (339) 7. Latdorf (760) 8. Neugattersleben (909) 9. Nienburg, miasto * (4.332) 10. Peißen (1.244) 11. Pobzig (401) 12. Poley (656) 13. Preußlitz (756) 14. Wedlitz (425) 15. Wiendorf (330) 16. Wohlsdorf (519) | - 3. Wspólnota administracyjna Saale-Wipper 1. Alsleben (Saale), miasto (2.722) 2. Güsten, miasto * (4.037) 3. Ilberstedt (1.191) 4. Plötzkau (1.377) 5. Schackstedt (437) |